# Tămășeni
Tămășeni è un comune della Romania di 9 283 abitanti, ubicato nel distretto di Neamț, nella regione storica della Moldavia. 
Il comune è formato dall'unione di 2 villaggi: Adjudeni e Tămășeni.